# Абреві
Абреві (ос. Абреу, груз. აბრევი)  — село в Ахалгорському муніципалітеті Грузії. Фактично контролюєтся самопроголошеною державою Південна Осетія та військом Російської Федерації. 

## Населення
За даними 1959 року в селі жило 369 жителів.

## Історія
Після Російсько-грузинської війни 2008 року, село разом з східною частиною «Ленингорського району» було окуповане Росією.